# Sankirtana
Le sankirtana désigne, dans le Manipur, État du Nord-Est de l'Inde, un ensemble d'arts (chants rituels, tambour et danse) pratiqués dans le vishnouisme, à l'occasion de cérémonies religieuses et d'étapes de la vie des pratiquants. Ces cérémonies sont narratives et ont lieu dans les temples. Le sankirtana est inscrit, depuis 2013, sur la liste représentative du patrimoine culturel immatériel, par décision de l'UNESCO.

## Description
Dans les plaines du Manipur, le sankirtana regroupe plusieurs pratiques exécutées à des occasions religieuses (vishnouistes) ou personnelles. Elles se déroulent au temple et visent à narrer les vies et les actes de Krishna. Dans une grande salle ou dans une cour, devant une assemblée, deux joueurs de tambour et environ dix chanteurs/danseurs se produisent . Les nata sont les musiciens de sankirtana : le terme nata, en théâtre classique sanskrit, désigne l'acteur.

## Histoire
Les plus anciennes mentions du Sankirtana permettent de le dater : il apparaît au quinzième siècle, sous le règne du roi Kiyamba (1467-1508) du Bengale. Le premier chant kirtana, dont on dispose de peu d'informations à son sujet, est interprété dans un village nommé Vishnupur, dans un petit temple dédié à Vishnou. La communauté Vaishnavite de Manipur adopte cet art, qui devient un trait distinctif. Au dix-huitième, le roi Garibnawaz (qui règne de 1709 à 1748), prend part au culte de Ramanandi (branche du Vaishnavisme où les fidèles adorent notamment Vishnou et son avatar Rāma). La tradition du kirtana se popularise à cette époque, sous forme de Bangdesh, ou Ariba Pala, danse manipuri. Au dix-neuvième siècle, un changement s'opère : le Nata Sankirtana, nouvelle forme de cette tradition, émerge.  Il fut introduit par Rajarshi Bhagyachandra pendant le règne du roi Chandrakirti (1850-1886). Les soixante-quatre rasa sont présentés, sur une période de trente-deux jours. Le Sankirtana est encore présenté au vingt-et-unième siècle.

## Intégration du patrimoine culturel immatériel
En 2013, l'UNESCO inscrit cet élément artistique et religieux au sein de la liste représentative du patrimoine culturel immatériel. Dans sa description, il est indiqué que dignité et énergie religieuse et esthétique ont une forte ampleur, certains membres du public pleurant d'émotion. Les fonctions sociales sont énumérées : le caractère fédérateur dans la communauté vaishnava de Manipur, s'opère entre individus et entre individus et communauté, pendant des périodes fondamentales de la vie. Le Sankirtana est perçu comme une manifestation divine perceptible. L'harmonie avec la nature est aussi mentionnée. Des efforts actifs de préservation sont effectués, notamment dans la transmission des savoirs de maître à disciple.